# Trentepohlia (Paramongoma) ramisiana
Trentepohlia (Paramongoma) ramisiana is een tweevleugelige uit de familie steltmuggen (Limoniidae). De soort komt voor in het Afrotropisch gebied.